# Сілаков Віктор Олексійович
Віктор Олексійович Сілаков (18 серпня 1926, село Черніцино Курського повіту Курської губернії, тепер Курської області, Російська Федерація — 21 вересня 2018, місто Москва) — радянський військовий діяч, генерал-полковник, начальник Політичного управління Прикарпатського військового округу. Депутат Верховної Ради УРСР 10-го скликання (з 1981 року). Кандидат у члени ЦК КПУ в 1981—1986 р.

## Біографія
Закінчив вісім класів школи в селі Черницино Курської області.
З 1943 року служив у Радянській армії, учасник німецько-радянської війни.
Член ВКП(б) з 1946 року.
Закінчив Горьковське військово-політичне училище РРФСР.
Після училища служив на військово-політичній роботі в Прикарпатському військовому окрузі, потім в Німеччині та на Далекому Сході. У 1956 році брав участь у придушенні повстання в Угорщині, у 1968 році — в Чехословаччині. Був у військових відрядженнях в Корейській Народно-Демократичній Республіці, Монгольській Народній Республіці та Болгарії.
Закінчив Військово-політичну академію імені Леніна.
Був 1-м заступником начальника політичного відділу 4-ї загальновійськової Червонопрапорної армії Закавказького військового округу.
До травня 1980 року — 1-й заступник начальника Політичного управління Червонопрапорного Прикарпатського військового округу.
У травні 1980 — 1983 року — член Військової Ради — начальник Політичного управління Червонопрапорного Прикарпатського військового округу.
У 1983—1985 роках — військовий радник СРСР Афганської народно-революційної армії. В Афганістані отримав легке поранення в ногу.
У червні 1985 — липні 1987 року — член Військової Ради — начальник Політичного управління Червонопрапорного Далекосхідного військового округу.
У липні 1987 — грудні 1989 року — член Військової Ради — начальник Політичного управління Військ Протиповітряної оборони (ППО) СРСР.
Потім — у відставці. Проживав у місті Москві.

## Звання
- генерал-майор (25.04.1975)
- генерал-лейтенант (1.11.1980)
- генерал-полковник (29.10.1987)

## Нагороди
- два ордени Червоного Прапора
- орден Червоної Зірки
- орден «Знак Пошани»
- ордени
- медалі
- дві медалі «За бойові заслуги»